# فدوى طوقان
فدوى طوقان (1917 - 2003) من أهم شاعرات فلسطين في القرن العشرين من مدينة نابلس وهي من عائلة فلسطينية معروفة، ولقبت بشاعرة فلسطين، حيث مثّل شعرها أساسًا قويًا للتجارب الأنثوية في الحب والثورة واحتجاج المرأة على المجتمع.

## السيرة الشخصية
ولدت فدوى طوقان في مدينة نابلس، وتلقت تعليمها حتى المرحلة الابتدائية، حيث اعتبرت عائلتها مشاركة المرأة في الحياة العامة أمرًا غير مقبول، فتركت مقاعد الدراسة واستمرت في تثقيف نفسها بنفسها، ثم درست على يد أخيها شاعر فلسطين الكبير إبراهيم طوقان، الذي نمى مواهبها ووجهها نحو كتابة الشعر، كما شجعها على نشره في العديد من الصحف العربية، وأسماها «أم تمّام». ثم أسماها محمود درويش لاحقاً «أم الشعر الفلسطيني».

ومع أنها وقّعت قصائدها الأولى باسم «دنانير»، وهو اسم جارية، إلا أن أحب أسمائها المستعارة إلى قلبها كان «المطوّقة» لأنه يتضمن إشارة مزدوجة، بل تورية فصيحة إلى حال الشاعرة بالتحديد. فالمطوقة تعني انتسابها إلى عائلة طوقان المعروفة، وترمز، في الوقت نفسه، إلى أحوالها في مجتمع تقليدي غير رحيم.

وقد توالت النكبات في حياة فدوى طوقان بعدما توفي والدها ثم أخوها ومعلمها إبراهيم، وأعقب ذلك احتلال فلسطين إبان نكبة 1948، وقد تركت تلك المآسي المتلاحقة أثرها الواضح في نفسية فدوى طوقان كما يتبين من شعرها في ديوانها الأول وحدي مع الأيام. وفي الوقت نفسه فان ذلك دفع فدوى طوقان إلى المشاركة في الحياة السياسية خلال الخمسينيات من القرن الماضي.

سافرت فدوى طوقان إلى لندن في بداية الستينيات من القرن الماضي، وأقامت هناك سنتين، وفتحت لها هذه الإقامة آفاقًا معرفية وإنسانية حيث جعلتها على تماسٍّ مع منجزات الحضارة الأوروبيّة الحديثة.

وبعد نكسة حزيران 1967، خرجت من قوقعتها لتشارك في الحياة العامة في نابلس، فبدأت بحضور المؤتمرات واللقاءات والندوات التي كان يعقدها الشعراء الفلسطينيون البارزون من أمثال محمود درويش وسميح القاسم وتوفيق زياد وسالم جبران وإميل حبيبي وللي كرنيك وغيرهم.
خلال حياتها، كانت فدوى طوقان واحدة من أبرز شاعرات فلسطين، إلى جانب كل من للي كرنيك وسميرة الخطيب وليلى علوش.
وفي مساء السبت الثاني عشر من شهر كانون الأول/ديسمبر عام 2003 ودعت فدوى طوقان الدنيا عن عمر يناهز السادسة والثمانين عامًا قضتها مناضلة بكلماتها وأشعارها في سبيل حرية فلسطين، وكُتبت على قبرها قصيدتها المشهورة:

كفاني أموت عليها وأدفن فيها

وتحت ثراها أذوب وأفنى

وأبعث عشبًا على أرضها 

وأبعث زهرة إليها

تعبث بها كف طفل نمته بلادي 

كفاني أظل بحضن بلادي

ترابًا،‌ وعشبًا، وزهرة ...

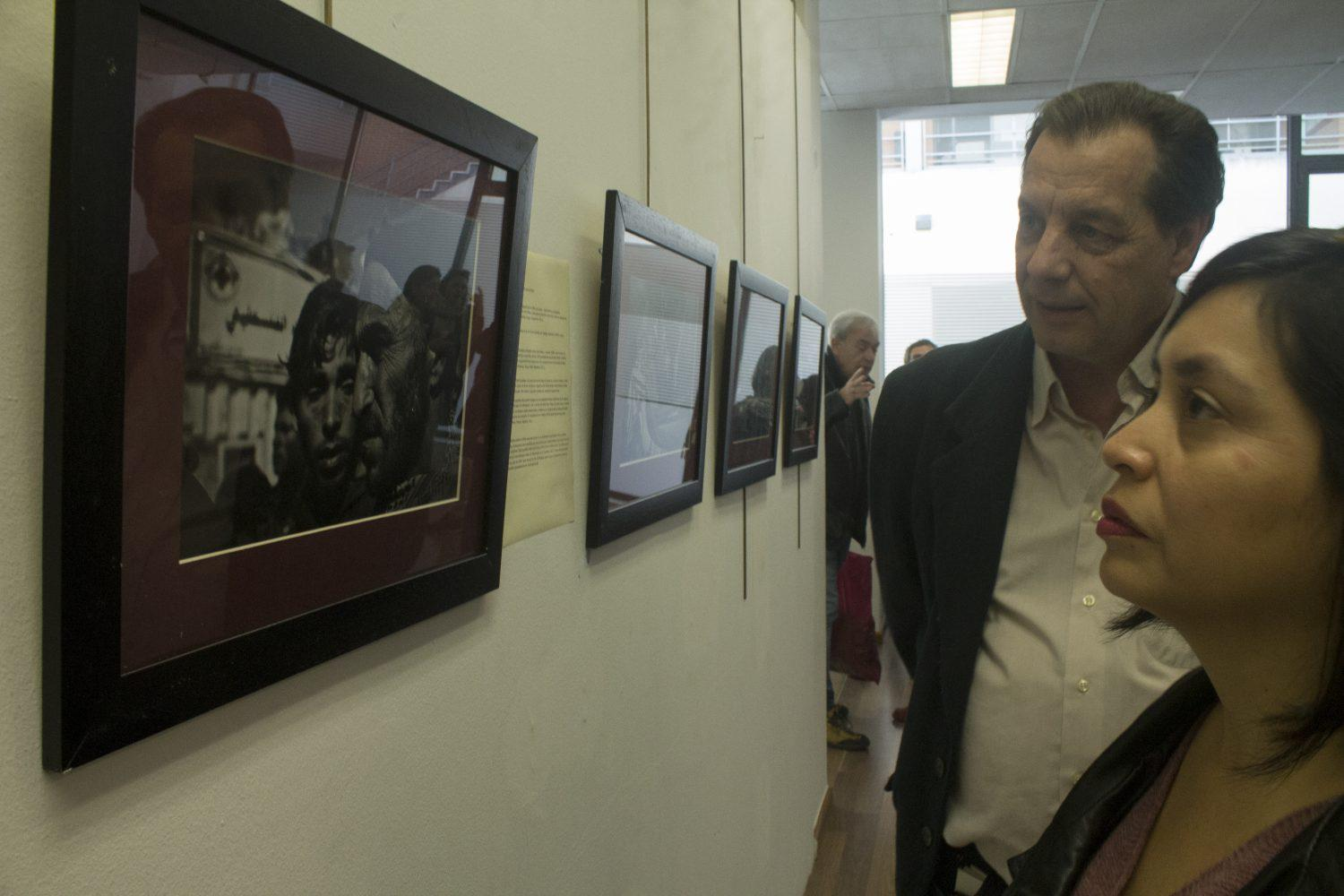

ولعلَّ فرادة فدوى طوقان إنها كانت الأكثر جرأة على الذات، والأكثر اندفاعا في البوح والاعتراف، ويكاد لا يجاريها في هذا المضمار إلا الأديبة السورية غادة السمان. وقد اقتحمت فدوى هذا الحقل المزروع بالألغام بجرأة مدهشة في مجتمع ذكوري محافظ. ولم تتورع عن كتابة سيرة حياتها الخلابة في جزئين: «رحلة جبلية رحلة صعبة» و«الرحلة الأصعب». ولعلَّ هذه السيرة تُعد من أجمل كتب البوح والاعتراف التي نُشرت في العقدين الأخيرين، ولا ينافسها في ذلك إلا «الخبز الحافي» لمحمد شكري و«خارج المكان» لإدوارد سعيد. ولعلَّ جرأتها تكمن هنا بالتحديد، أي في مصادمتها ذكورية المجتمع النابلسي من خلال اعترافاتها التي كشفت فيها حياتها الغرامية على الرغم من أنها أخفت الكثير من الجوانب المهمة والحيوية في رحلتها الصعبة، فقد وثق الناقد الناقد المصري رجاء النقاش في كتاب ظهر في أواسط السبعينيات قصة حب قال أنها جمعت بين فدوى طوقان والناقد المصري أنور المعداوي ولكن عن طريق الرسائل فقط، ما يعيد إلى الذاكرة قصة مي زيادة وحبها لجبران خليل جبران.

## الإنجازات والمؤلفات
شغلت فدوى طوقان عدة مناصب جامعية، كان آخرها منصب أمينة السر في مجلس أمناء جامعة النجاح الوطنية بنابلس. وقد شاركت في مؤتمرات وندوات واجتماعات فكرية وأدبية على الصعيد العربي والعالمي.

### أعمالها الشعرية
كرست فدوى طوقان حياتها للشعر والأدب، وقد صدرت للشاعرة عدة مجموعات شعرية منها:
- وحدي مع الأيام، دار النشر للجامعيين، القاهرة،1952م.
- وجدتها، دار الآداب، بيروت، 1957م.
- أعطني حباً، (1960م).
- أمام الباب المغلق. 1967م.
- الليل والفرسان، دار الآداب، بيروت، 1969م.
- على قمة الدنيا وحيداً، 1969م.
- تموز والشيء الآخر، 1987م.
- اللحن الأخير، دار الشروق، عمان، 2000م.

وتُرجمت بعض أشعارها إلى لغات أجنبية عديدة كالإنجليزية والإيطالية والسويدية والفرنسية والألمانية والروسية والتركية والفارسية والعبرية.

### أعمالها النثرية
- أخي إبراهيم، المكتبة العصرية، يافا، 1946م، الذي جعلته مقدمة لديوان شقيقها إبراهيم.
- رحلة جبلية رحلة صعبة (سيرة ذاتية) دار الشروق، 1985م. وهي سيرة ذاتية تتضمن مجموعة مذكراتها منذ ولادتها إلى عام 1967، وترجم إلى الإنجليزية.
- الرحلة الأصعب (سيرة ذاتية) دار الشروق، عمان، (1993)، وهو سيرة ذاتية أيضاً، ويتضمن سيرة حياتها تحت الاحتلال الإسرائيلي منذ النكسة عام 1967، وحتى الانتفاضة الأولى عام 1987، وترجم إلى الفرنسية.

## مجالات ومواضيع الكتابات
- حزنها على فقدها أخيها إبراهيم طوقان

كان إبراهيم معلمها الأول الذي أخرجها بتدريسه إياها مما كانت تعانيه من انعدام تقدير المجتمع لإبداعاتها ومواهبها، ويظهر أثر موت أخوها إبراهيم جليا في إهدائها له أغلب دواوينها أمهرتها بعبارة «إلى روح أخي إبراهيم» ويظهر أيضا من خلال كتابها «أخي إبراهيم» والذي صدر سنة 1946 إضافة إلى القصائد العديدة التي رثته فيها خاصة في ديوانها الأول «وحدي مع الأيام».
- قضية فلسطين:

فقد تأثرت فدوى طوقان باحتلال فلسطين بعد نكبة 1948 وزاد تأثرها بعد احتلال مدينتها نابلس خلال حرب 1967 فذاقت طعم الاحتلال وطعم الظلم والقهر وانعدام الحرية. يقول عنها عبد الحكيم الوائلي: «كانت قضية فلسطين تصبغ شعرها بلون أحمر قان ففلسطين كانت دائما وجدانا داميا في أعماق شاعرتنا فيأتي لذلك شعرها الوطني صادقا متماسكا أصيلا لا مكان فيه للتعسف والافتعال»
- تجربتها الأنثوية:

لقد مثلت فدوى طوقان في قصائدها الفتاة التي تعيش في مجتمع تحكمه التقاليد والعادات الظالمة، فقد منعت من إكمال تعليمها ومن إبراز مواهبها الأدبية ومن المشاركة في الحياة العامة للشعراء والمثقفين ومنعت من الزواج، كل ذلك ترك أثره الواضح في شعر فدوى طوقان بلا شك وجعلها تدعو في كثير من قصائدها إلى تحرر المرأة وإعطائها حقوقها واحترام مواهبها وإبداعاتها، مما جعلها محط احترام وتقدير غيرها من الأديبات اللاتي شاركنها نفس الفكر، فتقول عنها وداد سكاكيني: «لقد حملت فدوى طوقان رسالة الشعر النسوي في جيلنا المعاصر يمكنها من ذلك تضلعها في الفصحى وتمرسها بالبيان وهي لا تردد شعراً مصنوعاً تفوح منه رائحة الترجمة والاقتباس وأن لها لأمداً بعيداً هي منطلقة نحوه وقد انشق أمامها الطريق».

## الجوائز
كرُست فدوى طوقان حياتها للشعر والأدب حيث أصدرت العديد من الدواوين والمؤلفات وشغلت عدة مناصب جامعية بل وكانت محور الكثير من الدراسات الأدبية العربية إضافة إلى ذلك فقد حصلت فدوى طوقان على العديد من الأوسمة والجوائز منها:
1. جائزة الزيتونة الفضية الثقافية لحوض البحر الأبيض المتوسط، باليرمو، إيطاليا 1978م.
2. جائزة عرار السنوية للشعر في عمان، عام 1983م.
3. جائزة سلطان العويس، الإمارات العربية المتحدة، 1989م.
4. وسام القدس، منظمة التحرير الفلسطينية، 1990.
5. جائزة المهرجان العالمي للكتابات المعاصرة، ساليرنو، إيطاليا، 1992م.
6. جائزة البابطين للابداع الشعري، الكويت، 1994م.
7. جائزة كفافيس الدولية للشعر، القاهرة، 1996م.
8. جائزة الآداب من منظمة التحرير الفلسطينية، 1997م.
9. جائزة المهرجان العالمي للكتابات المعاصرة، إيطاليا، 2000م.
10. وسام الاستحقاق الثقافي، تونس، 1996م.
11. وسام أفضل شاعرة للعالم العربي، الخليل.

## الوفاة
توفيت فدوى طوقان يوم الجمعة 12 ديسمبر/كانون الأول 2003، في مستشفى مدينة نابلس، إثر أزمة قلبية، بعد أن ظلت تحت الملاحظة في وحدة العناية المركزة لمدة 20 يوماً، وغادرت إلى دار البقاء عن عمر يناهز 86 عاماً.

## وصلات خارجية
- فدوى طوقان على موقع بوابة الشعراء
- فدوى طوقان على موقع موسوعة الديوان الشعرية
- فدوى طوقان على موقع أرشيف الشارخ